# الاتحاد العراقي لكرة السلة
تشكل الاتحاد العراقي لكرة السلة في عام 1948. وكانت المشاركة الأولى للعراق في الألعاب الأولمبية عام 1948، خسر المنتخب العراقي لكرة السلة في جميع المباريات التي خاضها في تلك الدورة، وضم المنتخب العراقي ودود خليل كأول قائد للمنتخب العراقي وكذلك صالح فرج ويونان إميل وجورج حنا وهاشم عبد الجليل وعرفان عبد القادر عوني كنعان وسلمان مهدي وسلمان علي وأحمد حميد.

## التاريخ
دخلت كرة السلة إلى العراق بعد الحرب العالميه الأولى واحتلال العراق من قبل القوات الانكليزيه ولكن لم تمارس بين الشباب الرياضي العراقي في ذلك الحين إلى ان جاء الوقت المناسب، وكان للمدارس الدور الكبير في نشر اللعبة. في عام 1925 وعن طريق مدارس الآباء اليسوعيين انتشرت اللعبة وبرز لاعبان كبيران في 1928 حسين الكرخي وعزت الخضيري، بعد انتهاء حقبة العشرينات وانتشار اللعبة بشكل نسبي اقيمت بطولات مدرسية بين المدارس العراقية والمدارس الاجنبية لتنتشر اللعبة إلى كافة انحاء العراق، وبرز في عقد الثلاثينات العديد من اللاعبين ومنهم نجم السهروردي وإسماعيل ارزوقي وجميل صالح ومحمد علي الكرخي وسعدون حسين وكان لهؤلاء النجوم الدور الكبير بانتشار كرة السلة وولع الشباب بها.
انتظر الرياضيون السلويون كثيرا لتكون لهم منافسة مع اقرانهم على الصعيد الدولي حتى عام 1944 ليمثل منتخب المدارس العراق في لبنان وسوريا لتكون بذلك أول رحلة لفريق سلوي عراقي.

### مرحلة تأسيس الاتحاد العراقي
كان لابد منتشكيل لجنة أولمبية وطنية عراقية حتى تتمكن الفرق وامنتخبات من المشاركة بدورة الالعاب الاولمبية، وبعد محاولات عديدة من قبل الرياضيين العراقيين لتشكيل اللجنة الأولمبية حتى جاء 15 نيسان1947 لتنال اللجنة الأولمبية الوطنية العراقية الاعتراف الرسمي من قبل اللجنة الأولمبية الدولية، وبعدها بعام وفي وقت اقامة دورة الالعاب الاولمبية 1948 تم تاسيس أول اتحاد عراقي لكرة السلة معترف به دوليا من قبل الاتحاد الدولي لكرة السلة ليراس أول اتحاد عراقي السيد اكرم فهمي ومن المصادفات ان أول اتحاد عراقي تم تاسيسه خارج العراق وبالتحديد في لندن.

### أول مشاركة أولمبية
شارك العراق بدورة الالعاب الاولمبيه لندن 48 مع 59 دوله مشاركه بذلك الوقت ولقد كانت تلك المشاركة من أهم المشاركات على الإطلاق بالتاريخ الرياضي الحديث كون عمليه البناء من أصعب مراحل التقدم ليشارك العراق ويتحقق حلم موئسس الرياضة الحديثه بالعراق الاستاذ الراحل اكرم فهمي. وشارك المنتخب السلوي العراقي منتخبات العالم، واوقعت القرعة منتخبنا بالمجموعه الثانية التي ضمت منتخبات: (تشيلي، بلجيكا، الفلبين، الصين، كوريا «كوريا الجنوبيا حاليا»، العراق) وكانت النتائج على النحو التالي:
| تشيلي   | العراق | 18-100 |
| بلجيكا  | العراق | 20-92  |
| الفلبين | العراق | 30-102 |
| الصين   | العراق | 25-126 |
| كوريا   | العراق | 25-85  |

ليخسر العراق كل المباريات ولكن حقق المشاركة الأولى بالألعاب الأولمبية.

## المهام
إدارة أعمال رياضة كرة السلة في البلد، بما فيها تنظيم مسابقات اللعبة وكذلك مسؤولية الاشراف على المنتخبات الوطنية.

### المنتخبات
المنتخبات:
- منتخب العراق لكرة السلة «رجال»
- منتخب العراق لكرة السلة تحت 21 عام
- منتخب العراق لكرة السلة تحت 19 عام
- منتخب العراق لكرة السلة تحت 17 عام
- منتخب العراق لكرة السلة للسيدات
- منتخب العراق لكرة السلة للسيدات تحت 21 غام
- منتخب العراق لكرة السلة للسيدات تحت 19 عام
- منتخب العراق لكرة السلة للسيدات تحت 17 عام

### المنافسات
المنافسات:
- الدوري العراقي الممتاز لكرة السلة
- دوري الدرجة الأولى
- الدوري العراقي للشباب
- دوري الناشئين
- دوري 3 × 3
- الدوري العراقي لكرة السلة للسيدات